# Genie Francis
Eugenie Ann Francis (Englewood, 26 de maio de 1962) é uma atriz estadunidense. Ela é mais conhecida por interpretar o papel de Laura Spencer na novela General Hospital  da ABC, pelo qual ganhou um prêmio Emmy em 2007.

## Vida pessoal
Francis conheceu o ator e diretor Jonathan Frakes em 1982, durante as filmagens da minissérie Bare Essence, depois começaram a namorar em 1985. Eles ficaram noivos no ano seguinte e se casaram em 28 de maio de 1988. O casal tem dois filhos, Jameson Ivor Frakes, nascido em 1994, e Elizabeth Frances Frakes, nascida em 1997.